# Yury Mikhailovich Luzhkov
Yurii Mikhailovich Luzhkov (tiếng Nga: Ю́рий Миха́йлович Лужко́в, sinh ngày 21 tháng 9 năm 1936 – mất ngày 10 tháng 12 năm 2019) là một nhà chính trị người Nga, thị trưởng thành phố Moskva từ năm 1992 đến năm 2010. Luzhkov nguyên là người sáng lập và phó chủ tịch Đảng Nước Nga thống nhất.
Dưới thời quản lý của Luzhkov, nền kinh tế của thành phố được cải thiện và ông chủ trì dự án xây dựng lớn trong thành phố, bao gồm cả việc xây dựng một khu tài chính mới. Đồng thời, ông bị buộc tội tham nhũng, tháo dỡ các tòa nhà lịch sử, ùn tắc giao thông liên tục và xử lý tồi vụ cháy rừng Nga năm 2010.

## Gia đình và cuộc sống cá nhân
Yury Luzhkov Mikhaylovich sinh ngày 21 tháng 9 năm 1936 tại Moskva. Cha của ông, Mikhail Andreyevich Luzhkov, đã chuyển đến Moscow từ một ngôi làng nhỏ ở tỉnh Tver vào những năm 1930.
Luzhkov cưới người vợ đầu tiên của mình, Marina Bashilova, năm 1958, và họ có hai con trai, Mikhail và Alexander. Bashilova chết vì ung thư gan vào năm 1989. Ông đã gặp người vợ thứ hai của mình, Yelena Baturina năm 1987. Họ kết hôn năm 1991. Baturina là nữ doanh nhân Nga tỷ phú đô la Mỹ duy nhất của Nga. Cô là người giàu thứ 279 trong các doanh nhân tỷ phú trên thế giới. Họ có hai con gái, Aleona (sinh 1992) và Olga (sinh 1994), học có một ngôi nhà ở London. Sở thích của ông bao gồm quần vợt và nuôi ong. 